# پیتز (کلرادو)
پیتز (به انگلیسی: Peetz) شهری در ایالت کلرادو کشور ایالات متحده آمریکا است که جمعیت آن در سرشماری سال ۲۰۱۰ میلادی، ۲۳۸ نفر بوده‌است.